# Aleksandr Lomovitskiy
Aleksandr Yevgenyevich Lomovitskiy (tiếng Nga: Александр Евгеньевич Ломовицкий; sinh ngày 27 tháng 1 năm 1998) là một cầu thủ bóng đá người Nga thi đấu cho F.K. Spartak-2 Moskva.

## Sự nghiệp câu lạc bộ
Anh có màn ra mắt tại Giải bóng đá Quốc gia Nga cho F.K. Spartak-2 Moskva vào ngày 8 tháng 7 năm 2017 trong trận đấu với FC Sibir Novosibirsk.

## Quốc tế
Anh nằm trong đội hình của Đội tuyển bóng đá U-17 quốc gia Nga tham dự Giải vô địch bóng đá U-17 châu Âu 2015 và Giải vô địch bóng đá U-17 thế giới 2015.